# Defense Advanced Research Projects Agency

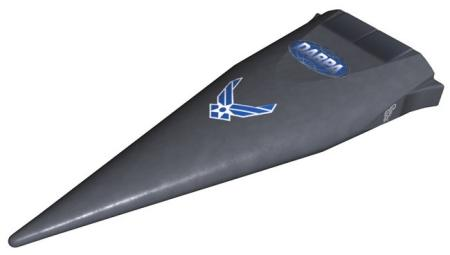
Modell des Hypersonic-Technology-Vehicles HTV-1, eine Entwicklung im Rahmen des Gemeinschaftsprojekts
FALCON der US Air Force und der DARPA

Die Defense Advanced Research Projects Agency (DARPA) (dt. etwa Behörde für Forschungsprojekte der Verteidigung) ist eine Behörde des Verteidigungsministeriums der Vereinigten Staaten, die Forschungsprojekte für die Streitkräfte der Vereinigten Staaten durchführt, u. a. auch Weltraumprojekte. Das jährliche Budget beträgt etwa vier Milliarden US-Dollar (Stand 2023).
Entworfen unter dem Titel Special Projects Agency, wurde sie unter dem Namen Advanced Research Project Agency (ARPA) am 7. Februar 1958 von Dwight D. Eisenhower gegründet. Seit 1996 heißt sie wie bereits zwischen 1972 und 1993 DARPA. Dazwischen trug sie noch einmal drei Jahre lang den Namen ARPA.

## Geschichte
Am 4. Oktober 1957 startete die Sowjetunion den Satelliten Sputnik. Dieses Ereignis löste in den USA den so genannten Sputnik-Schock aus. Die Anstrengungen für die Entwicklung von Militär- und Raumfahrttechnologien wurden intensiviert. Im November 1957 stellte Neil H. McElroy, seit einem Monat Verteidigungsminister und beraten durch James R. Killian, dem Kongress das Konzept der ARPA vor. Die Handelskammer hatte bereits ähnliche Vorschläge eingebracht. Die Idee der Auslagerung von Forschung und Entwicklung in die Privatwirtschaft reizte auch die Wirtschaftskreise.
Am 11. Februar 1958 nahm der Kongress die ARPA in ein US Air Force Haushaltsgesetz auf und stattete sie mit einer initialen Finanzierung von 520 Millionen US-Dollar aus. Das Budget wurde mit zwei Milliarden US-Dollar geplant. Sie erhielt die Zuständigkeit über alle U. S. Weltraumprogramme und Raketenabwehrforschungen (advanced ballistic missile defense research), inklusive Nike Zeus. McElroy wählte Roy W. Johnson, vormals geschäftsführender Vizepräsident der General Electric Company, als Behördendirektor. Herbert York wurde leitender Wissenschaftler. Für diese Stelle wollte Johnson zuvor Wernher von Braun anstellen. Die Idee, ihn und sein Team wissenschaftlicher Kollegen in die innerste Sphäre des Pentagon aufzunehmen, wurde als inakzeptabel verworfen.
DARPA fungierte als Koordinationsinstanz für Forschungsprojekte, denen finanzielle Unterstützung zugedacht wurde. Die Organisation unterhielt keine eigenen Forschungseinrichtungen, sondern nutzte hierzu das Potential privater und universitärer Forschungseinrichtungen, sowie militärischer Auftragnehmern.
Auch wenn die Projekte durch das Militär gefördert wurden, war ein weiterer Aspekt der technologischen Forschung außerhalb der militärischen Nutzbarkeit auch die wirtschaftliche Verwertbarkeit der gewonnenen Erkenntnisse. Projekte, die durch die ARPA gefördert oder initiiert wurden, unterlagen in der Regel keiner strengen Geheimhaltung, sondern wurden von den Forschern, den beteiligten Forschungseinrichtungen und Unternehmen öffentlich publiziert und auf Kongressen vorgestellt. Zu den erfolgreichen Projekten zählen u. a. BSD-Unix und TCP/IP.
Als bekanntestes und erfolgreichstes Projekt kann das ARPANET angesehen werden, aus welchem das Internet hervorging. 1969 verband das ARPANET die vier Rechnerknoten University of California, Los Angeles, Stanford Research Institute, University of California, Santa Barbara und die University of Utah.
Außerdem wurden die Tarnkappentechnologie (Have Blue/Lockheed F-117) und das GPS von der DARPA entwickelt.

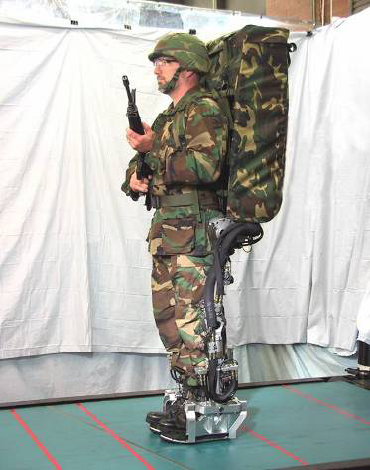
Exoskelett der DARPA (Prototyp, 2007)

## Tätigkeitsbereiche (Auswahl)
Um die Jahrtausendwende widmete sich die DARPA vorrangig der Terrorismusbekämpfung. In diesem Zusammenhang wurde beispielsweise das sehr umstrittene Information Awareness Office von der DARPA gegründet.
2003 rief die DARPA Forscher im Bereich Maschinelle Übersetzung zu einem „Blindwettbewerb“ auf. Sie sollten innerhalb eines Monats ein Übersetzungssystem von einer fremden Sprache nach Englisch entwickeln. „Blind“ bedeutet in diesem Zusammenhang, dass den Forschern erst am Starttag des Wettbewerbs mitgeteilt wurde, um welche Ausgangssprache es sich handelte, so dass sie gezwungen waren, Methoden vorzubereiten, die möglichst jede Sprache verarbeiten könnten. Das Ziel war, für die Sprachen kaum vorhersehbarer Konfliktherde (z. B. Afghanistan, Irak) möglichst schnell Übersetzungssysteme bereitstellen zu können, ohne die üblichen mehrere Jahre an Forschung und Entwicklung. Blindsprache war schließlich Hindi; der Wettbewerb wurde von dem Deutschen Franz Josef Och mit einem auf statistischen Modellen basierenden Übersetzungssystem gewonnen.
2004/2005 fand die DARPA Grand Challenge statt, bei der autonome Landfahrzeuge gegeneinander konkurrierten.

### Continuous Assisted Performance
Ein Programm mit dem Titel „Continuous Assisted Performance“ will „mit biotechnologischen Mitteln (Implantaten, Manipulation des Stoffwechsels, etc.)“ erreichen, dass Soldaten bis zu sieben Tage lang wach bleiben können, ohne dabei den Verstand zu verlieren.
Erste, vergleichsweise harmlose Versuche macht die amerikanische Luftwaffe seit Jahren und verordnet ihren Piloten die Einnahme von Dexedrin (Amphetamin). Auf solchen medikamentösen oder auch genetischen Wegen sollen künftig auch Muskel- und Ausdauerkraft der Soldaten erhöht werden – „Metabolic Dominance and Engineered Tissue“ heißt das Projekt.
Da die häufige Einnahme von Amphetamin jedoch gesundheitsschädlich ist, sucht die DARPA im Rahmen des Continuous Assisted Performance-Programms nach Alternativen.
In diesem Zusammenhang tauchen immer wieder Berichte über eine enge Kooperation mit dem US-Pharmahersteller Cephalon auf. Cephalon produziert unter anderem das Medikament Provigil (in Deutschland unter dem Namen Vigil erhältlich). Provigil (Wirkstoff: Modafinil) ist ein hochpotentes Aufputschmittel und gehört zu einer Gruppe psychostimulierender Medikamente, die sich in der Molekülstruktur von den Amphetamin-artigen Stimulanzien deutlich unterscheidet.
Die DARPA und Cephalon sponserten der Harvard-Universität erst kürzlich eine Studie, in der 16 gesunde Probanden 28 Stunden ohne Schlaf auskommen mussten. Die Personen mit Modafinilbeigabe schnitten in den kognitiven Tests besser ab als die mit Zucker-Placebo.

### Ultraperformance Nanophotonic Intrachip Communication
Februar 2008 beauftragte die DARPA die amerikanische Softwarefirma Sun mit der Forschung an neuen optischen Chip-Verbindungen. Dafür stellte die DARPA Sun 44,29 Millionen US-Dollar zur Verfügung.
Suns Forschungsauftrag war Teil des DARPA-Projekts „Ultraperformance Nanophotonic Intrachip Communication“ und beschäftigte sich mit den optischen Netzwerken, um Chips miteinander zu verbinden. Das Ziel war der Bau von Supercomputern mit sehr günstigen Prozessoren, die über optische Netze miteinander verbunden sind und so sehr gut skalieren. Die optischen Verbindungen sollen dabei für hohen Datendurchsatz bei geringen Latenzen sorgen.
Dabei kooperierte Sun mit Proximity Communication, deren I/O-Technik zur Verbindung von Chips miteinander zum Einsatz kommt. Damit sollen so genannte virtuelle „Macrochips“ entstehen – eine große Zahl an einzelnen Chips, die gegenüber dem System wie ein einzelner sehr großer Chip arbeiten.

## Vorbild für andere Organisationen
Aufgrund ihrer Erfolge bei der Entwicklung von Basistechnologien fungierte DARPA als tatsächliches wie als rhetorisches Vorbild für zahlreiche Transfereinrichtungen mit missionsorientierter Spitzenforschung und „Sprunginnovationen“ innerhalb und außerhalb der USA. So existieren neben DARPA beispielsweise ARPA-E (DOE, seit 2009), HSARPA (DHS, seit 2002), sowie IARPA (DNI, seit 2006). 2022 bewilligte der US-Kongress die Gründung der ARPA-H (NIH). Im deutschsprachigen Raum wurde DARPA als Vorbild für die Bundesagentur für Sprunginnovationen (SPRIND) und die Agentur für Innovationen in der Cybersicherheit herangezogen. Auf europäischer Ebene entlehnt sich die Joint European Disruptive Initiative (JEDI) mancher Fördermechanismen.
Ökonominnen wie Mariana Mazzucato sehen darin jedoch nicht die innovationspolitische Maßgabe, das Konzept vollständig auf andere Bereiche zu übertragen. Der Erfolg von DARPA, Apollo-Programm, Manhattan-Projekt und anderen liege vor allem in ihrem Typus als staatlich legitimierte, missionsorientierte Konstellationen verschiedenster Stakeholder begründet, die Experimentierfreude besonders förderten.

## Trivia
Von 2003 bis 2009 förderte die DARPA die Entwicklung des von Robotic Technology Inc. (RTI) konstruierten Energetically Autonomous Tactical Robot (EATR), der sich durch die eigenständige Aufnahme und Wandlung von Biomasse mit Energie versorgen kann. Da eine Produktpräsentation neben pflanzlichen Stoffen auch Hühnerfett als geeignete Biomasse angibt, spekulierten Boulevardpresse und Prominente wie Joe Rogan in den sozialen Medien wiederholt, dass die Anwendung des Fahrzeugs auch die Verarbeitung Gefallener und Kriegsopfer vorsehe.

### Monographien
- Katie Hafner, Matthew Lyon: Arpa Kadabra oder die Geschichte des Internet. Übers. aus dem Amerikanischen von Gabriele Herbst. dpunkt-Verlag, Heidelberg 2000, 2. korrigierte Auflage, ISBN 3-932588-59-2.
 Originalausgabe: Where Wizards Stay Up Late: The Origins of the Internet. Simon & Schuster, New York 1996, ISBN 0-684-81201-0.
- Annie Jacobsen: The Pentagon's Brain: An Uncensored History of DARPA, America's Top-Secret Military Research Agency. Little, Brown and Company, New York 2015, ISBN 978-0-316-38769-9.
- Sharon Weinberger: The Imagineers of War: The Untold Story of DARPA, the Pentagon Agency That Changed the World. Knopf Publishing Group, New York 2018, ISBN 978-0-385-35179-9.
- William B. Bonvillian, Richard van Atta, Patrick Windham (Hrsg.): The DARPA Model for Transformative Technologies. Open Book Publishers, Cambridge 2019. DOI:10.11647/OBP.0184.

### Einzelbeiträge
- Richard J. Barber Associates: The Advanced Research Projects Agency, 1958-1974 (Memento vom 16. Mai 2020 im Internet Archive). In: Defense Technical Information Center. Dezember 1975, archiviert vom Original am 16. Mai 2020; abgerufen am 16. Mai 2020 (englisch, ehemals unter Verschluss gehaltener, detaillierter Report über die Geschichte der ARPA, in Auftrag gegeben durch die Agentur selbst).
- U.S. Department of Defense: Interview mit Robert Sproull (Memento vom 9. März 2019 im Internet Archive) (Behörden-Direktor 1963–1965). In: Executive Services Directorate. 7. Dezember 2006, S. 81, archiviert vom Original am 9. März 2019; abgerufen am 18. Mai 2020 (englisch).